# Mount Scenery
Mount Scenery är en potentiellt aktiv stratovulkan som utgör större delen av ön Saba, i Karibiska Nederländerna. Det är den högsta punkten i Nederländerna med sina 877 meter över havet.